# شوبنا جولاتي
شوبنا جولاتي (مواليد 7 أغسطس 1966)  هي ممثلة ومقدمة برامج إنجليزية.

## النشأة

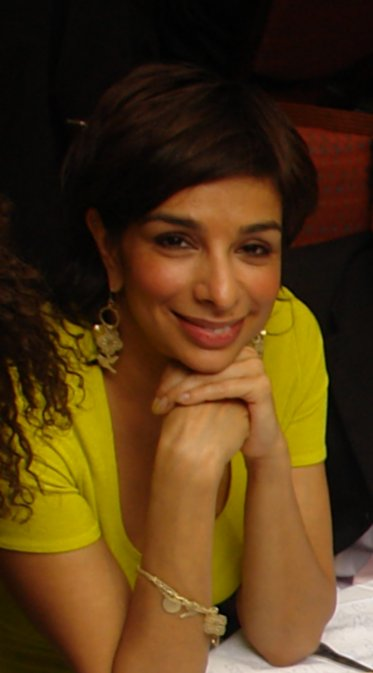
جولاتي عام 2007.

ولدت جولاتي في أولدهام ، لانكشاير ، لعائلة هندوسية هندية . نشأت مانشستر، حيث كانت الممثلة سارة لانكشاير صديقتها حتى الآن.  لديها شهادة في اللغة العربية والسياسة في الشرق الأوسط من جامعة مانشستر . 

## مرتبة الشرف

### تكريم الكومنولث
تكريم الكومنولث
| بلد                         | تاريخ               | موعد                      | رسائل ما بعد الاسمية |
| --------------------------- | ------------------- | ------------------------- | -------------------- |
| وصلة=\|حدود المملكة المتحدة | 24 مارس 2015 – حاضر | نائب ملازم مانشستر الكبرى | DL                   |

### سكولاستيك
شهادات جامعية
| الموقع              | تاريخ | مدرسة         | الدرجة العلمية                               |
| ------------------- | ----- | ------------- | -------------------------------------------- |
| وصلة=\|حدود إنجلترا | 1988  | جامعة مانشستر | ليسانس آداب في السياسة العربية والشرق أوسطية |

شهادات فخرية
| الموقع              | تاريخ | مدرسة          | الدرجة العلمية           | أعطى عنوان البدء |
| ------------------- | ----- | -------------- | ------------------------ | ---------------- |
| وصلة=\|حدود إنجلترا | 2006  | جامعة هدرسفيلد | دكتور في الآداب (د. ليت) |                  |

## روابط خارجية
- [http://www.imdb.com/name/nm0347666/ Shobna Gulati

] في قاعدة بيانات الأفلام على الإنترنت